# Vlasi
Vlasi (en serbe cyrillique : Власи) est un village de Serbie situé dans la municipalité de Pirot, district de Pirot. Au recensement de 2011, il comptait 36 habitants.
Vlasi est situé sur les bords de la Jerma.

## Démographie
| 1948 | 1953 | 1961 | 1971 | 1981 | 1991 | 2002 | 2011 |
| ---- | ---- | ---- | ---- | ---- | ---- | ---- | ---- |
| 710  | 732  | 527  | 269  | 188  | 138  | 71   | 36   |

|  |